# 小笠原忠固
小笠原 忠固（おがさわら ただかた）は、江戸時代後期の大名。豊前国小倉藩の第6代藩主。官位は従四位下・大膳大夫、少将、贈正四位（1916年（大正5年）11月15日）。小笠原家宗家7代。小倉藩の衰退につながった白黒騒動を起こした藩主として知られる。 

## 生涯

### 藩主就任
明和7年（1770年）9月4日、播磨国安志藩主・小笠原長為の長男として誕生した。生母が側室であったため、長為の正室に男児が生まれると、忠固は次男とされた。しかし寛政6年（1794年）、本家の藩主である小笠原忠苗の養嗣子となり、文化元年（1804年）7月20日の養父の隠居により家督を継いだ。文化4年（1807年）には朝鮮通信使の正使の接待、さらに小倉城の火災焼失などによる再建費用などで出費が相次ぎ、藩財政は悪化する。

### 白黒騒動
このような中で、文化の変とも呼ばれるお家騒動が発生する。
忠固は決して暗愚な当主であったわけではなく、むしろ有能な大名であった。その自覚があった故か、文化8年（1811年）、忠固は江戸家老の小笠原出雲を呼び出し、「自身も幕府閣僚の一員となって幕政に参与したい」と言い出した。この時、出雲はこれに賛成はしなかった。もしも小倉藩主ほどの家格で幕政に参与するとなれば、老中程度の重職に就くのが相当である。そのためには、老中になるまでの猟官運動で他の幕閣に対する賂与出費、いわゆる賄賂が莫大なものになる事が予想された。しかも当時は日本近海に外国船が出没し、幕政も不安定な状態にあった。このため出雲は小倉藩は幕政に関わることなく、当面の藩政・藩財政の再建のほうが重要だと考えていた。忠固も一旦はこの諫言を聞き入れたが、後日ふたたび出雲に対して、老中になるための運動をするように命じた。家臣である出雲は、この命に従う他になかったと思われる。
だが、猟官に必要な支出は莫大なものであり、藩財政は破綻寸前となった。藩主のこの動きに反対する藩内派閥は、藩主忠固を老中にしようと運動している出雲を奸臣と見なし、暗殺を謀った。出雲自身のほうは未遂で終わったが、出雲の腹心が暗殺された。ただし反対派のほうも必ずしも一枚岩ではなかった。反対派の中には藩財政を思う一途な思いなのではなく、自分の出世と出雲の手腕を妬む者たちがおり、この一派は小倉藩が外国船に備えて造営していた狼煙台を勝手に使用して藩士を扇動するなどし、ただ執拗に出雲の暗殺を謀った。さらに反対派の一部はいわゆるストライキを起こして、隣国福岡藩領である筑前国黒崎に出奔してしまった。この事件により、反対派は黒崎の「黒」、出雲の一派は小倉城内（城→「白」）として、この騒動は「白黒騒動」と呼ばれている。
この一連の藩内騒動が幕府の耳にも入り、幕府の裁定が入ることとなった。出雲は家老罷免となり失脚、反対派に属していながら己の栄達を謀った一派は処刑、藩主の忠固も100日間の閉門（禁固刑）となった。忠固の刑が軽かったのは、小笠原家の幕府創業時の忠誠を評価された、いわゆる「小笠原家の勲功（小笠原秀政参照）」および自身が幕政に参与し、力になりたいという「幕府に対する強い忠誠心」から起こったものであると判断され、罪を軽くされたためである。

### 晩年
その後、忠固は年貢増徴などにより藩財政の再建を図ったが、それくらいではもはや賄いきれず、白黒騒動での出費と混乱から借金は15万両に膨れ上がって藩財政は窮乏化する。そして遂には百姓の窮乏化を見て哀れんだ奉行が、年貢減免を独断で行なった後に切腹するという事件までもが起こった。文政年間には村方騒動も起こった。
このように混乱続きの藩を再建するため、忠固は土木工事を行ない、倹約令を出しているが効果はなかった。天保14年（1843年）5月12日（幕府の届出は7月18日）に74歳で死去し、後を次男の忠徴が継いだ。墓所は東京都台東区松が谷の海禅寺。

## 系譜
- 父：小笠原長為（1745年 - 1782年）
- 母：すて - 田中易信の娘
- 正室：富姫 - 小笠原忠苗の養女、小笠原忠総の娘
- 側室：神田氏
- 生母不明の子女
  - 次男：小笠原忠徴（1808年 - 1856年）
  - 長女：鈴姫 - 堀田正愛正室、のち松平忠栄正室
  - 女子：大久保忠脩正室
- 養子
  - 女子：小笠原忠幹正室 - 小笠原忠徴娘